# Kleiner Schneckenegel
Der Kleine Schneckenegel (Alboglossiphonia heteroclita, Synonym: Glossiphonia heteroclita) ist eine Art aus der Familie der Plattegel (Glossiphoniidae), die insbesondere bei Wasserschnecken, aber auch Würmern und Insektenlarven Blut (Hämolymphe) saugt.

## Merkmale
Der Kleine Schneckenegel ist eine weiche, relativ kleine Egelart, er erreicht eine Körperlänge von maximal 12 Millimetern. Er ist abgeplattet mit in Aufsicht rundlichem Körperumriss, oft mit etwas abgesetzter verlängerter Kopfpartie (Vorderende). Vorderer und hinterer Saugnapf sind relativ klein, der Vorderrand des vorderen Saugnapfs ist scharfrandig. Er besitzt drei Augenpaare, die in zwei Längsreihen angeordnet sind, wobei das erste Augenpaar stärker zusammengerückt ist (Gattungsmerkmal). Die Augenpaare können untereinander fusioniert sein, oder, gelegentlich, einzelne fehlen. Jedes Segment des Körpers besteht aus drei gleich großen Ringeln (Annuli). Die weiblichen und männlichen Genitalporen sind miteinander fusioniert und öffnen sich in einer gemeinsamen Pore, die im zwölften Segment, in der Furche des ersten oder zweiten Annulus liegt.
Das Tier ist lebend bräunlich durchscheinend bis gelblich gefärbt. Meist besitzt er in der Körpermitte eine Längsreihe aus dunklen Flecken (einen pro Segment). Diese können zu einem dunklen Längsband verschmelzen (forma striata) oder nicht selten auch ganz fehlen. Die Körperoberseite ist glatt ohne Warzen oder Papillen und darin vom Großen Schneckenegel unterscheidbar.
Typisch gefärbte Individuen sind anhand des Zeichnungsmusters von anderen Vertretern der Gattung unterscheidbar. Bei Alboglossiphonia hyalina ist der Körper immer einfarbig und ungezeichnet. Alboglossiphonia striata besitzt normalerweise eine Zeichnung aus verstreuten, kleinen schwarzen Querstreifen. Allerdings ist zu beachten, dass die Färbung bei in Alkohol konservierten Tieren ausbleicht und dann nicht mehr erkennbar ist. Solche Individuen sind morphologisch nicht immer bis zur Art bestimmbar.

## Vorkommen
Der Kleine Schneckenegel ist eine holarktische Süßwasserart. In der Paläarktis ist er nachgewiesen in Zentral- und Westeuropa, nördlich bis Schweden, östlich bis zum Baltikum, in Südeuropa (Italien und Balkan), in Nordafrika (Marokko), in Kleinasien und dem Kaukasus. Sein Lebensraum umfasst stehende und langsam fließende Gewässer. Er kommt in Süßwasser und in Brackwasser bis 3 Promille Salzgehalt vor. So ist er etwa (gemeinsam mit Alboglossiphonia striata) häufig in der Darß-Zingster Boddenkette.
Die Art lebt in permanenten Gewässern aller Art, sie bevorzugt eutrophe, warme Gewässer, auch mit geringen Sauerstoffgehalt. Sie ist gegenüber Gewässerverschmutzung sehr tolerant. In Fließgewässern kommt sie bis zur Gewässergüteklasse III (alpha-mesosaprob) vor. Sie bevorzugt aber möglicherweise weniger verschmutzte Fließgewässer als die Glossiphonia-Arten.
In Deutschland ist die Art von der Ebene bis ins Bergland weit verbreitet und häufig. Allerdings ist die Häufigkeit möglicherweise überschätzt worden, da er sehr oft mit anderen Gattungsvertretern verwechselt wird, von denen er früher nicht immer unterschieden worden ist.

## Lebensweise
Der Kleine Schneckenegel saugt hauptsächlich an Schnecken unter anderem der Gattung Lymnaea, an denen oft mehrere Egel gleichzeitig saugen. Auch kleinere Beutetiere wie Würmer und Insektenlarven werden ausgesaugt, in der Regel vollständig. Deswegen ist der Kleine Schneckenegel als Prädator einzuordnen.
Schneckenegel bewegen sich kriechend auf dem Untergrund vorwärts. Sie sind oft sehr agil und lebhaft.

## Entwicklungszyklus
Wie alle Egel ist der Kleine Schneckenegel ein Zwitter, der etwa ein Jahr alt wird und etwa im April die Geschlechtsreife erreicht. Die gegenseitige Begattung findet ab Mai statt. Etwa 25 Eier werden in einen dünnwandigen Kokon gelegt, aus dem bei einer Temperatur von etwa 14 °C nach etwa 16 Tagen die Jungtiere schlüpfen. Der Kleine Schneckenegel betreibt Brutpflege, indem die Mutter den Eikokon an der Unterseite ihres Körpers befestigt und mit sich herumträgt. So kann sie im Gegensatz zum Großen Schneckenegel auch in dieser Zeit auf Beutejagd gehen. Der Kokon ist mit zapfenartigen Fortsätzen, an denen auch die Embryonen sitzen, am Körper der Mutter verankert. Nach dem Schlüpfen heften sich die jungen Egel mit ihren Saugnäpfen an den Bauch der Mutter. Hat diese ein Beutetier gepackt, bohren auch die Jungtiere ihren Rüssel ins Opfer und beteiligen sich so an der Mahlzeit.